# Kollektiv Turmstrasse
I Kollektiv Turmstrasse sono un duo di produttori tedeschi di Lubecca, Nico Plagemann e Christian Hilscher. Il loro sound rientra nel genere della techno minimale, pur caratterizzandosi per una forte presenza melodica.
La loro prima produzione discografica risale al 2001, una traccia (Turmstrasse) all'interno del Team Battle Vol.2 stampato dalla Electronic Parliament.

## Discografia

### Album
- 2006: Verrückte Welt (No Response)
- 2010: Rebellion der Träumer (Connaisseur Recordings)
- 2013: Musik Gewinnt Freunde Collection

### EPs e singoli
- 2004: New Weakness EP (No Response)
- 2006: Disconnect Me (Ostwind Records)
- 2006: Musik gewinnt Freunde (Musik Gewinnt Freunde)
- 2007: Abenteuer Alltag EP (Diynamic Music)
- 2007: Farbenlehre (Musik Gewinnt Freunde)
- 2007: Grillen im Park (Ostwind Records)
- 2007: Tristesse (Connaisseur Recordings)
- 2008: Blutsbrüder (Musik Gewinnt Freunde)
- 2008: Holunderbaum EP (Musik Gewinnt Freunde)
- 2008: Mondscheinprimaten (Baalsaal Music)
- 2009: Like The First Day EP (Diynamic Music)
- 2009: Luechtoorn EP (Musik Gewinnt Freunde)
- 2009: Melodrama Remixes (Ostwind Records)
- 2010: Grillen im Park Remixes (Ostwind Records)
- 2010: Rebellion der Träumer (Connaisseur Recordings)
- 2012: Ordinary EP (Musik Gewinnt Freunde)
- 2015: Sry I'm Late EP (Diynamic Music)
- 2019: Ribbon Reef EP (Musik Gewinnt Freunde)[1]